# Anders Poulsen
Anders Poulsen (samiska: Poala-Ánde), död 1692, var en samisk nåjd. Han var den sista person som åtalade för häxeri i Vardø i Finnmark fylke, som under hela 1600-talet var ett stort centrum för häxprocesser i Norge. Han avled i fängelset genom mord. 

## Biografi
Anders Poulsen var född i Torne Lappmark i Sverige, verksam som nåjd, gift och bosatt i Varanger. Som nåjd använde han sig av en trolltrumma, som togs ifrån honom med våld i december 1691. Han ställdes inför rätta vid Vadsø tingsted 9 februari 1692. Poulsen förhördes om han tillkallade djävlar med trolltrumman, vem som lärt honom använda den, vilka djävlar som fanns avbildade på den och fick demonstrera hur han använde den. Han uppgav att han hade lärt sig använda trumman av sin mor, som var nåjd.
Processen mot honom kan ses som en del av den kristna kyrkans förföljelse av den samiska religionen och kristnandet av samerna. Det ovanliga målet gjorde dock att myndigheterna ville inhämta ett utlåtande från Köpenhamn före dom. Innan Köpenhamn hann svara, blev Anders Poulsen mördad i fängelset av en psykiskt sjuk person.

## Anders Poulsens trumma

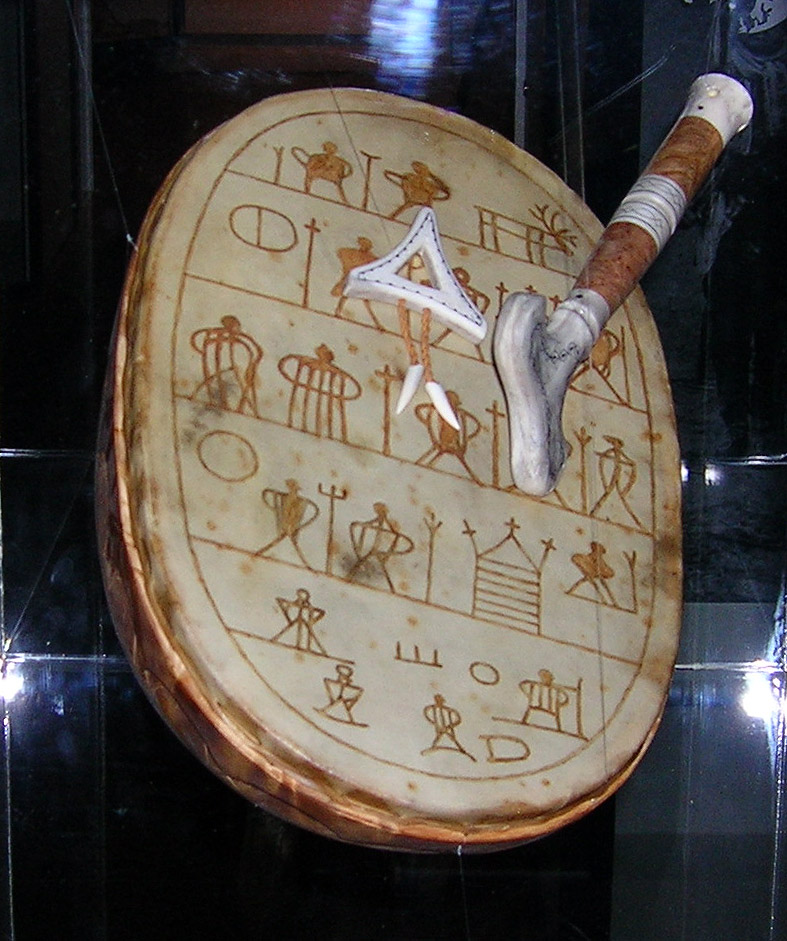
En kopia av Anders Paulsens trumma på Kulturhistorisk museum i Oslo.

Trumman konfiskerades på tinget i Vardø i 1691 och överfördes till Kongens Kunstkammer, senare Nationalmuseet i Köpenhamn. Den deponerades på De Samiske Samlinger i Karasjok år 1979.
År 2021 skrev Sametingets ordförande Aili Keskitalo ett brev till Danmarks drottning och bad henne lämna tillbaka trumman till samerna och i januari 2022 återlämnades trumman till Sápmi och Nordnorge.